# Бони (Илиноис)
Бони (енгл. Bonnie) град је у америчкој савезној држави Илиноис.

## Демографија
По попису из 2010. године број становника је 397, што је 27 (-6,4%) становника мање него 2000. године.
| Група             | 2000.       | 2010.       |
| Белци             | 411 (96,9%) | 387 (97,5%) |
| Афроамериканци    | 0 (0,0%)    | 3 (0,8%)    |
| Азијати           | 0 (0,0%)    | 0 (0,0%)    |
| Хиспаноамериканци | 2 (0,5%)    | 2 (0,5%)    |
| Укупно            | 424         | 397         |